# Mariliana hovorei
Mariliana hovorei là một loài bọ cánh cứng trong họ Cerambycidae.